# Eduardo Gamboa
Eduardo Humberto Gamboa Latourniere (Chile, 5 de septiembre de 1976) es un ex árbitro de fútbol chileno. Ha sido internacional FIFA desde 2003 Además es Ingeniero en Informática.
Su padre Eduardo también fue árbitro, además de sus hermanos Nicolás y Diego.

## Carrera en el fútbol
En su carrera ha dirigido como árbitro principal en la Primera División de Chile y en diversos partidos amistosos internacionales. También ha sido cuarto árbitro en distintas ocasiones en la Copa Libertadores de América y Copa Sudamericana.
Gamboa generó noticia en 2017, cuando en la final por el ascenso a la Primera B entre los cuadros de Deportes Melipilla y Deportes Vallenar con un resultado global de 2:2, lo que obligó a definir el ascenso por tanda de penales. En esta definición, el conjunto albiverde derrotó de forma irregular a Melipilla por 5 a 4. Sin embargo, un penal mal ejecutado por el jugador de Vallenar Juan Silva, que realizó un amague antes de golpear el balón, ante lo que Gamboa decidió repetirlo (según su informe por adelantamiento del arquero), cuando según el reglamento de los penales (que fue modificado en julio de 2017 y que el propio árbitro lo desconoció públicamente), debió haber sido determinado como inválido, llevó a que tres días después la Asociación Nacional de Fútbol Profesional (ANFP), dictaminara repetir los lanzamientos penales sin público y a puertas cerradas, en el Estadio La Portada de La Serena, definición a la cual el cuadro de Vallenar no se presentó. Gamboa indicó que el error fue producto de una desconcentración, ante lo cual fue castigado con 4 meses y medio sin poder dirigir.